# Верона (Сагареджойський муніципалітет)
Верона (груз. ვერონა) — село в Грузії.
За даними перепису населення 2014 року в селі проживає 57 особа.